# مقاطعة واشنطن (أركنساس)
مقاطعة واشنطن (بالإنجليزية: Washington County)‏ هي إحدى مقاطعات ولاية أركنساس في الولايات المتحدة الأمريكية.

## أعلام
- ألكسندر إي. ستين
- جونسون تي كروفورد